# Semidalis ecuadoriana
Semidalis ecuadoriana är en insektsart som beskrevs av Meinander 1983. Semidalis ecuadoriana ingår i släktet Semidalis och familjen vaxsländor. Inga underarter finns listade i Catalogue of Life.